# Greenville Swamp Rabbits
Greenville Swamp Rabbits je profesionální americký klub ledního hokeje, který sídlí v Greenville ve státě Jižní Karolína. Do ECHL vstoupil v ročníku 2010/11 a hraje v Jižní divizi v rámci Východní konference. Své domácí zápasy odehrává v hale Bon Secours Wellness Arena s kapacitou 15 951 diváků. Klubové barvy jsou námořnická modř, oranžová, zlatá, stříbrná a bílá.
Road Warriors jsou nástupci týmu Johnstown Chiefs, kteří hráli v ECHL od svého založení (roku 1988) do roku 2010. Road Warriors jsou druhým týmem ECHL hrajícím v Greenville. Město již hostilo v letech 1998 až 2006 tým Greenville Grrrowl. Road Warriors byly farmářským týmem New Yorku Rangers a Philadelphia Flyers z NHL, a Connecticutu Whale a Adirondacku Phantoms z AHL.

## Historie

### Johnstown Chiefs
Johnstown Chiefs byl jedním z pěti zakládajících týmů ECHL v roce 1988. Johnstownští majitelé chtěli tým pojmenovat Johnstown Jets jako odkaz na tým, který zde hrál v letech 1950 až 1977. Původní majitelé Jets, ale odmítli povolit toto pojmenování, proto majitelé pojmenovali tým Chiefs jako inspiraci z filmu Slap shot, který byl natočen v Johnstownu.
Chiefs byli několik let ztrátoví a jejich majitelé hledali v místě působiště nové majitele, ale marně. Poté, co byla hlášena ztráta týmu 100 000 dolarů (asi 2 000 000 Kč) také díky drahému nájmu ve War Memorial Areně a proto majitelé hledali působiště v jiných lokalitách.

### Stěhování do Greenville
13. února 2010 oznámila televizní společnost v Greenville, že Johnstownští Šéfové (Johnstown Chiefs) přestěhují do Greenville, kde budou hrát v BI-LO Center. Čekalo se na schválení pronájmu arény vedením města Greenville a rady ECHL. 15. února 2010 městská rada oznámila, že se dohodli na pětileté nájemní smlouvě arény.
Asistent trenéra v Cincinnati Cyclones Dean Stork byl jmenován novým trenérem klubu.

## Historické názvy
Zdroj:
- 2010 – Greenville Road Warriors
- 2015 – Greenville Swamp Rabbits

## Přehled ligové účasti
Zdroj:
- 2010–2014: East Coast Hockey League (Jižní divize)
- 2014–2015: East Coast Hockey League (Východní divize)
- 2015– : East Coast Hockey League (Jižní divize)